# Золотоголовая иридосорния
Золотоголовая иридосорния (лат. Iridosornis rufivertex) — вид птиц из семейства танагровых. Выделяют четыре подвида.

## Распространение
Обитают в Колумбии, Эквадоре, Перу и Венесуэле.

## Описание
Длина тела 15 см, вес 18—28 г. Клюв короткий и толстый. У представителей номинативного подвида верх головы золотистого цвета.

### Вокализация
Это довольно тихие птицы. Они издают высокие тонкие звуки «сииип», а также короткие «тсит».

## Биология
Было исследовано содержимое трёх птичьих желудков. Один из них содержал только растительный материал, другой только животное содержимое, третий — смешанное.

## Охранный статус
МСОП присвоил виду охранный статус LC.